# 개방형 공간 정보 컨소시엄

클라이언트/서버와 OGC 프로토콜 간의 관계.

개방형 공간 정보 컨소시엄(Open Geospatial Consortium, OGC)은 1994년에 기원한 국제 표준화 기구이다. OGC에서 전 세계 500곳 이상의 상업, 정부, 비영리, 연구 단체들이 지리 공간적 콘텐츠와 서비스, 센서 웹, 사물 인터넷, GIS 데이터 처리, 데이터 공유를 위한 개방형 표준의 개발 및 구현을 장려하는 콘센서스 프로세스에서 서로 협업한다.

## 역사
OGC 이전의 단체 OGF(Open GRASS Foundation)는 1992년에 시작하였다.
1994년부터 2004년까지 이 단체는 Open GIS Consortium이라는 이름을 사용하기도 했다.
OGC 웹사이트는 OGC의 자세한 역사를 제공하고 있다.

## 조직 구조
OGC는 세 개의 운영 단위로 이루어진다:
1. 사양 프로그램(the Specification program)
2. 상호운용성 프로그램(the Interoperability Program)
3. 전파 및 커뮤니티 채택(Outreach and Community Adoption)

## 협업
OGC는 ISO/TC 211(Geographic Information/Geomatics)과 밀접한 관계가 있다. 이 위원회에서 개발 중인 ISO 19100 시리즈의 볼륨들은 점진적으로 OGC 추상형 사양을 대체하고 있다. 또, OGC 표준인 웹 맵 서비스, GML, 웹 피처 서비스(Web Feature Service), Observations and Measurements, 심플 피처 액세스(Simple Features Access)는 ISO 표준이 되었다.

## 같이 보기
- 오픈 소스 지리공간 재단
- 오픈레이어스